# Colletes ligatus
Colletes ligatus är en biart som beskrevs av Wilhelm Ferdinand Erichson 1855. Colletes ligatus ingår i släktet sidenbin, och familjen korttungebin. Inga underarter finns listade i Catalogue of Life.